# Leśno Uciecha

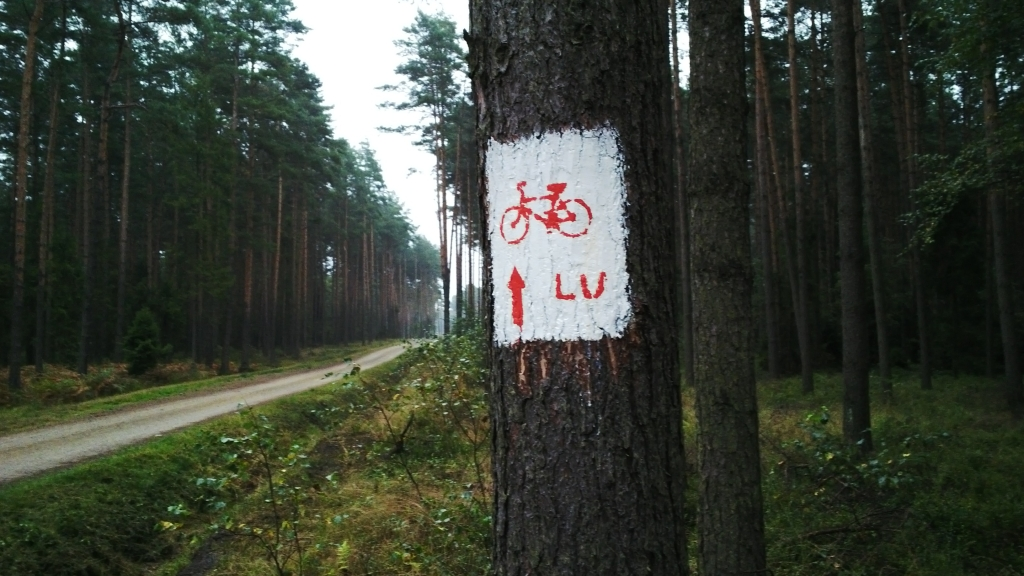
Oznaczenie pętli głównej

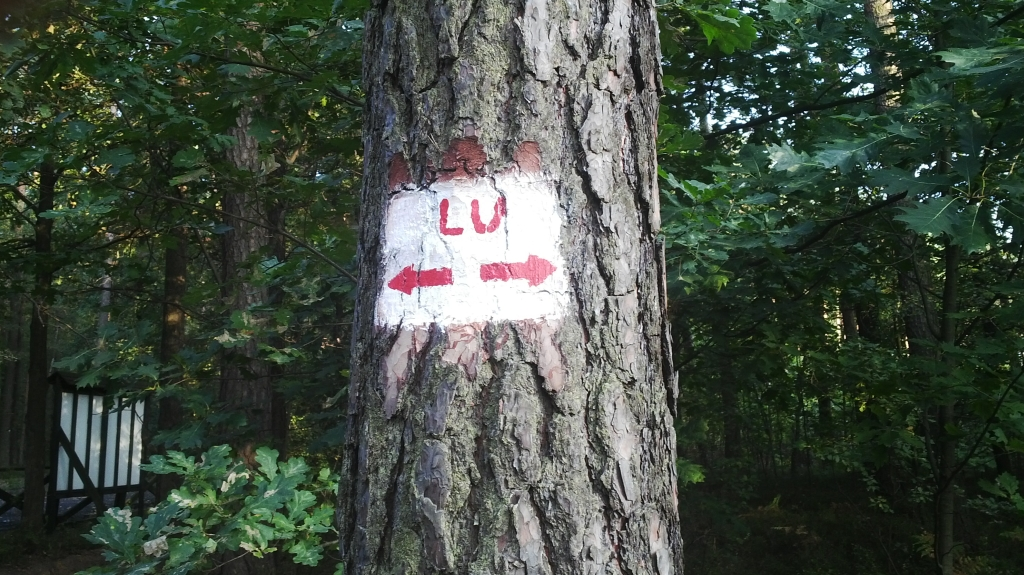
Oznaczenie tras dojazdowych

Leśno Uciecha – szlak rowerowy przebiegający przez obszary leśne na terenie gminy Tworóg. Trasa szlaku przebiega przez Tworóg, Brynek, Nową Wieś Tworoską, Boruszowice, Połomię, Wojskę, Świniowice, Koty, Mikołeskę.

## Opis szlaku
Pętla główna przebiegająca przez: Boruszowice, Połomię, Wojskę, Świniowice, Koty oraz Mikołeskę. Szlak jest oznaczony pomarańczowym symbolem LU. Długość pętli wynosi 40 km. Trasa szlaku prowadzi przez gruntowe drogi leśne oraz przez drogi lokalne o niskim natężeniu ruchu drogowego. Szlak częściowo pokrywa się ze szlakiem Leśno Rajza. Do pętli głównej prowadzi kilka tras dojazdowych z Tworoga. Centralnym punktem, z którego wytyczone są trasy dojazdowe jest plac Wolności w centrum Tworoga. Do pętli głównej można dojechać następującymi trasami:
- Tworóg – Koty. Trasa łączy się z pętlą główną w Kotach przy skrzyżowaniu ul. Polnej i Lublinieckiej. Trasa przebiega obok cmentarza w Tworogu. Długość trasy dojazdowej 2,7 km. Trasa rozpoczyna się w Tworogu przy skrzyżowaniu ul. Kochanowskiego i Tadeusza Kościuszki. Następnie trasa prowadzi drogą 907 w kierunku Koszęcina. Trasa dochodzi do pętli głównej przy parkingu leśnym, przy skrzyżowaniu drogi 907 z drogami leśnymi „Kotowska” i „Szlakówka”. Długość trasy dojazdowej 2,6 km.
- Tworóg – Mikołeska przez Nową Wieś Tworoską. Trasa prowadzi ul. Wiejską w Nowej Wsi aż do krzyża. Przy krzyżu ul. Wiejska skręca w prawo, a trasa prowadzi prosto (ul. Leśniczówka), a następnie drogą leśną aż do parkingu leśnego przed Mikołeską. Długość trasy dojazdowej 6,6 km.
- Tworóg – Boruszowice przez Hanusek. Trasa rozpoczyna się w Tworogu przy remizie strażackiej, prowadzi ul. Słowackiego, a następnie drogą leśną do Hanuska. Trasa łączy się z pętlą główną przy skrzyżowaniu ul. Szkolnej i Armii Krajowej w Boruszowicach. Długość trasy dojazdowej 4,6 km. Trasa rozpoczyna się w lesie pomiędzy Tworogiem i Hanuskiem. Następnie trasa prowadzi przez Brynek obok Nadleśnictwa, przecina DK 11 i ul. Pyskowicką dochodzi do pętli głównej przed miejscowością Połomia. Długość trasy dojazdowej 4,0 km.
- Tworóg – Świniowice. Początek w Tworogu przy pl. Wolności. Przez Tworóg trasa poprowadzi ul. Zamkową i Świniowicką. Trasa dochodzi do pętli w lesie przed Świniowicami przy skrzyżowaniu ul. Świniowickiej i drogi leśnej „Kotowskiej”. Długość trasy dojazdowej 3,5 km.

Oznaczenie tras dojazdowych jest inne niż oznaczenie pętli głównej. Trasy dojazdowe oznaczone są czerwonym symbolem LU i strzałkami wyznaczającymi kierunek trasy. W oznaczeniu tras dojazdowych nie wstępuje symbol roweru.

Mapa poglądowa

## Mapa do wydruku
Mapa do wydruku:
- Skala 1:50 000 – format A4 :Plik:Leśno Uciecha mapa pdf.pdf